# 巴免東
巴免東是澳洲新南威爾斯州雪梨內西區的一個市區，位於雪梨商業中心區以西3（1.9英里）處，內西區議局地方政府行政區內。
巴免東位於雪梨港巴免半島東端，西接巴免市區。

## 學校
- 聶歌信街公立學校（Nicholson Street Public School）

## 外部連結
- Local Images at InnerWest ImageBank
- Local History Collection, Leichhardt Council

33°51′29″S 151°11′25″E / 33.85811°S 151.19017°E